# 神奈川県立生田高等学校
神奈川県立生田高等学校（かながわけんりついくたこうとうがっこう）は、神奈川県川崎市多摩区に所在する公立の高等学校。

## 概観

### 生田高校全体
1969年（昭和44年）開校。学舎は、多摩丘陵の一角に位置している。
2016年度まで、全日制普通科自然科学コースが設けられていたが、現在は廃止されている。
周辺には、生田緑地、川崎北部市場がある。
近隣に、神奈川県立百合丘高等学校がある。
最寄り駅は、小田急線生田駅。

### 校風
「自由と規律」は、生田高校の創立の精神であり、初代校長により掲げられた。以来、校風は、脈々と受け継がれるこの精神に倣っている。

### 教育

#### 教育方針
1. 心身ともに健康で、個性の伸長に努力する人間を育成する。
2. 真理を愛し、自主性に富み、文化の創造に寄与する人間を育成する。
3. 責任を重んじ、相互に尊重しあって、民主的な社会の発展に協力する人間を育成する。

#### その他
神奈川県教育委員会より、平成28年度〜令和3年度にかけて「ICT利活用教育推進モデル校」・「ICT利活用教育推進スーパースクール」に指定されていた。タブレットやプロジェクターなどが導入され、現在でも最先端のICT教育を推進している。
令和4年度からは神奈川県教育委員会より「理数教育推進校」の認定を受けている。
明治大学と高大連携プログラムを行っており、同大学理工学部や農学部の特別プログラムを、主に1年生の時に受けている。

## 沿革
- 1969年 - 学園紛争中の神奈川県立川崎高等学校の一部を仮校舎として開校、紛争に参加することなく通常の授業を行う。（第1学年4クラス編成）
- 1970年 - 川崎高校内仮校舎より生田新校舎へ移転（第1学年8クラス編成）、本館（A棟）完成
- 1971年 - B棟、体育館、柔剣道場、プール完成、校歌制定
- 1973年 - 5周年記念式典挙行、部室完成
- 1975年 - C棟完成
- 1979年 - 10周年記念式典挙行、食堂完成（10周年記念事業実行委員会による）
- 1989年 - 20周年記念式典挙行
- 1994年 - 校舎リフレッシュ工事完了
- 1998年 - 自然科学コース設置
- 1999年 - 30周年記念式典挙行
- 2009年 - 40周年記念式典挙行
- 2017年 - 自然科学コースの生徒募集を停止し、コース制を廃止
- 2019年 - A棟耐震化及び老朽化対策工事完了、制服デザイン変更
- 2020年 - テニスコート・グラウンド改修工事完了、旧食堂棟の改装工事完了
- 2022年 - 体育館改修工事完了
- 2025年 - 二学期制に移行 夏休み前までを前期、それ以降を後期とした

## 基礎情報

### 所在地
神奈川県川崎市多摩区長沢3丁目17番1号

### 象徴

#### 創立の精神『自由と規律』
自由とは放縦のことではない。
学校という社会の中で他人の自由を大切にし、共に生きることである。
そこには規律がある。
それは外から与えられるものではなく、自らを律するものである。（初代校長）

#### 校章
中央に清楚・純潔をあらわす県花”やまゆり”の白い花をおき、これを左右からいただくが如く、たくましい成長力をもつ県の木”いちょう”の葉を配した。
全体の形は生田の「い」を表し、左右の葉は、本校創立の精神「自由と規律」を表現する。
（生徒手帳より引用）

#### 校歌
「校歌」作詞︰村野四郎、作曲︰服部正
日本におけるクラシック音楽の大衆化に尽力した服部正によって作曲された。原譜は消失しているが、本人の保管袋からコピーが見つかっている。発想標語は日本語で、「明るくさわやかに」。
グリークラブ、吹奏楽部により編曲された、混声四部合唱、吹奏楽アレンジがそれぞれある。歌詞では、「いちょう」と「自由と規律」が歌われている。

#### 制服
制服は1969年の創立時よりスーツタイプが着用されている。スーツタイプの採用は県立港北高校と並び、県内公立高では最初となるものである。平成31年度より制服のデザインが男女ともに変更された。

#### その他
「いちょう」は、校門脇から敷地奥にかけて、開校時から植えられており、秋頃には木の葉が鮮やかに色づく。
9月に開催される文化祭は「銀杏（ぎんなん）祭」と呼ばれる。

### 施設
4万平方メートルの広大な校地が特徴的である。
一般的な公立高校の設備の他、ビオトープを有し、科学部が管理、研究を行っている。
10周年記念事業実行委員会が県に寄付された食堂棟は、諸事情により営業していない。2020年に旧食堂棟を改装して現在ではスタディーホール（自習室）として使われている。
本校は原則としてBYOD（Bring Your Own Device）を取り入れているが、自分で端末を所有していない場合は無償で学校側から借りることができる。また、校内全域に生徒用のWi-Fi環境が整備されている。

### カリキュラム
＜令和4年度＞（　）は単位数
【1学年】
- 現代の国語（２）
- 言語文化（２）
- 歴史総合（２）
- 数学Ⅰ（３）
- 数学Ａ（２）
- 物理基礎（２）
- 化学基礎（２）
- 生物基礎（２）
- 音楽Ⅰ／美術Ⅰ／書道Ⅰ（２）
- 体育（３）
- 保健（１）
- 英語コミュニケーションⅠ（３）
- 論理・表現I（２）
- 情報I（２）
- 総合的な探求の時間（１）

【2学年】＜必修科目＞
- 文学国語（２）
- 数学Ⅱ（４）
- 体育（２）
- 保健（１）
- 公共（２）
- 地理総合（２）
- 論理・表現Ⅱ（２）
- 家庭基礎（２）
- 総合的な探求の時間（１）

＜文系必修科目＞
- 古典探求（４）
- 世界史探求／日本史探求（３）
- 論理国語／数学B／音楽Ⅱ／美術Ⅱ／書道Ⅱ（２）
- 英語コミュニケーションⅡ（４）

＜理系必修科目＞
- 古典探求（２）
- 英語コミュニケーションⅡ（３）
- 数学Ｂ（２）
- 化学（３）
- 物理／生物（３）

【3学年】＜必修科目＞
- 論理国語（２）
- 体育（３）
- 英語コミュニケーションⅢ（４）
- 論理・表現Ⅲ（２）

＜文系必修科目＞
- 古典探究（３）
- 世界史探究／日本史探究／政経探究／地理探求（３）
- 文学国語（２）

＜文理系必修科目＞
- 物理/生物（３）
- 数学Ⅰ／数学Ⅱ（３）
- 文学国語（２）

＜理系必修科目＞
- 数学Ⅲ（５）
- 数学Ｃ（２）
- 物理／化学／生物（３）

そのほか、3年次には自由選択科目が複数設置されている。

## 年間行事
- 5月 - 1・2年校外学習、1学期中間考査
- 6月 - 体育祭
  - クラスに関係なく、星座別に火・水・地・風の4つの“宮”を組織し、宮対抗で運動競技・ダンスの成果を競う。
- 7月
  - 1学期期末考査
  - 球技大会(クラスマッチとも呼ぶ）
    - 以前は7月に百生戦を行っていたが2022年度を最後に暑さ対策を理由に3月実施に変更になった。そのため、2023年度は暑さ対策を十分に実施できないことを理由にこれを中止している。
- 9月 - 銀杏祭
  - 各クラスが模擬店を出したり、映画・演劇の発表を行ったりし、文化部の発表や運動部の招待試合等が行われる。クラスの出し物については、来場者の投票による「銀杏大賞」と校長による「校長賞」が、それぞれ1クラスに贈られる。また、「生田饅頭」がこの銀杏祭でのみ、生徒会執行部により販売されている。
- 10月 - 修学旅行、2学期中間考査
- 11月 - 芸術鑑賞教室
- 12月 - 2学期期末考査
- 1月  - 3年卒業試験
- 3月  - 1・2学年末考査
  - 球技大会・百生戦
    - 百生戦（ひゃくせいせん）は、近くにある百合丘高校と対抗の球技大会。両校の球技大会を勝ち抜いたクラスが、代表で試合をする。（慶早戦と違い、「生百戦」という言い方はしない。生田高校側でも「百生戦」と呼ぶ）

## 部活動
運動部
- 剣道部
- サッカー部
- 水泳部
- テニス部
- ソフトテニス部
- バスケットボール部
- バドミントン部
- バレーボール部
- ラグビー部
- 陸上競技部
- ワンダーフォーゲル部
- 硬式野球部
- ソフトボール部
- ハンドボール部
- ダンス部

文化部
- 軽音楽部
- グリークラブ
- 科学部
- 美術部
- 吹奏楽部
- 漫画研究部
- 文芸部
- 茶道部
- 写真部
- パソコン研究部
- 放送部
- 書道部
- 交通研究部

## 旧学区時代
2005年度からの学区撤廃以前は、生田高校は川崎北部学区に属していた。また、学区内において多摩高校に次ぐ進学校であった。

## 交通
出典：
| 乗車駅                                   | のりば  | 系統       | 下車停留所           | 運行事業者  |
| ---------------------------------------- | ------- | ---------- | -------------------- | ----------- |
| 東急大井町線・JR南武線溝の口駅           | 南口1番 | 溝16       | 「生田高校前」       | ■川崎市バス |
| 東急大井町線・JR南武線溝の口駅           | 南口2番 | 溝18       | 「鷲ヶ峰営業所前」   | ■川崎市バス |
| 東急田園都市線宮前平駅                   | 1・4    | 宮04       | 「鷲ヶ峰営業所前」   | ■川崎市バス |
| 東急田園都市線宮前平駅                   | 1・4    | 生01       | 「生田高校前」       | ■川崎市バス |
| 小田急小田原線生田駅                     | 1       | 生03       | 「生田高校前」       | ■川崎市バス |
| 小田急小田原線生田駅                     | 2       | 生01・生02 | 「生田高校前」       | ■川崎市バス |
| 東急田園都市線たまプラーザ駅             | 4       | 柿01・た31 | 「美しが丘西一丁目」 | ■東急       |
| 東急田園都市線たまプラーザ駅             | 6       | た71       | 「美しが丘西一丁目」 | ■東急       |
| 東急田園都市線たまプラーザ駅             | 6       | 新25       | 「美しが丘西一丁目」 | ■小田急     |
| 小田急小田原線百合ヶ丘駅                 | 南口2番 | 百02       | 「生田高校前」       | ■小田急     |
| 小田急小田原線・小田急多摩線新百合ヶ丘駅 | 7       | 新17       | 「生田高校前」       | ■小田急     |
| 小田急小田原線・小田急多摩線新百合ヶ丘駅 | 7       | 新25       | 「稗原」             | ■小田急     |

## 著名な出身者
- あめくみちこ (女優)
- 早野宏史 (元サッカー選手、サッカー解説者)
- 竹中美彩 (フリーアナウンサー/日本テレビ系「情報ライブ ミヤネ屋」リポーター)
- 藤井剛 (声優)
- 今駒憲二 (元ラグビー選手/サントリーサンゴリアス・元ラグビー日本代表)
- 湯澤奨平 (ラグビー選手/トップリーグキヤノンイーグルス所属)
- 石井智亮 (ラグビー選手/トップリーグ三菱重工相模原ダイナボアーズ所属)
- 石岡史子 (教育者、翻訳家/特定非営利活動法人ホロコースト教育資料センター理事長。愛知教育大学非常勤講師。)
- 松川裕美 (タレント、司会者)
- 神里雄大 (作家、舞台演出家/第62回岸田國士戯曲賞受賞)
- 桜井智野風（スポーツ科学者/桐蔭横浜大学大学院スポーツ科学研究科教授）
- 横山将義 (経済学者/早稲田大学商学学術院教授)
- 杉澤僚 (NHKアナウンサー)[要出典]
- カモシダせぶん (お笑い芸人)